# Metro 2034
Metro 2034 (ros. Метро 2034) – powieść postapokaliptyczna autorstwa rosyjskiego pisarza Dmitrija Głuchowskiego. Jest to druga część trylogii Metro 2033. Akcja powieści rozgrywa się rok po wydarzeniach z pierwszej części.  

## Fabuła
Na południu metra stacja Sewastopolska całkowicie polega na dostawach żywności i amunicji z Linii Okrężnej (Hanzy), aby skutecznie odpierać ataki mutantów. Bez żadnych wyjaśnień i ostrzeżenia kontakt z Hanzą urywa się, a karawany nie docierają do Sewastopolskiej. Grupa zwiadowców wysłana, aby zbadać sytuację, nie wraca.
Hunter, który zaginął w niewyjaśnionych okolicznościach w pierwszej części trylogii, pracuje jako strażnik graniczny na Sewastopolskiej. Zgłasza się na ochotnika, aby nawiązać ponowny kontakt z Linią Okrężną. Towarzyszy mu Homer, starzec, były pracownik metra, który szuka inspiracji do swojej książki. Hunter kontaktuje się ze strażnikami stacji Tulskiej, ale dochodzi do kłótni między nimi i wrota do stacji zamykają się. Hunter mówi Homerowi, że stację przejęli bandyci i stacja musi zostać zniszczona. Jednak starzec znajduje dziennik jednego ze zwiadowców z poprzedniej ekspedycji i odkrywa, że na stacji wybuchła epidemia nieuleczalnej, śmiertelnej choroby.
Próbując dostać się do Hanzy, muszą przedostać się przez Linię Kachowską, gdzie ratują z ręki bandyty nastoletnią dziewczyną, Saszę. Przejeżdżając drezyną przez stację Awtozawodzką Hunter zabija kilku strażników, a Sasza powstrzymuje go przed dalszym rozlewem krwi. Podczas ataku mutantów na stację Pawielecką, Hunter zostaje ciężko ranny, ratując dziewczynę. Sasza wierzy, że może powstrzymać Huntera przed dalszym zabijaniem i wraz z Homerem i Leonidem, flecistą, wyruszają na stację Dobryninską, gdzie spotykają Huntera.
Coraz bardziej niestabilny Hunter wyrusza wraz z Homerem do Polis, aby zebrać oddział żołnierzy, którzy oczyszczą zakażone stacje. Sasza wyrusza wraz z Leonidem, który twierdzi, że wie, gdzie można znaleźć lek na chorobę. Muzyk opowiada dziewczynie, że podobna epidemia wybuchła już kiedyś w metrze, a jedynym lekarstwem jest promieniowanie. Zgadza się towarzyszyć jej, aby powstrzymać Huntera przed mordowaniem zarażonych.
Hunter spotyka się ze swoim starym towarzyszem Młynarzem, dowódcą Zakonu Sparty – organizacji broniącej metra i Polis. Hunter wraz z oddziałem zbrojnych wraca na Dobryninską, a Homer zastanawia się czy powstrzymać Huntera przed rozlewem krwi, czy pozwolić mu kontynuować masakrę. Zakon przybywa na Tulską, a tam zatrzymuje ich grający Leonid. Sasza próbuje powstrzymać Huntera i wyjaśnia mu, jak wyleczyć zarażonych. Wojskowi znajdujący się na stacji detonują bomby, które uszkadzają tunel i dochodzi do zalania stacji. 
Kilka tygodni później Homer i Hunter wracają do służby na stacji granicznej na Sewastopolskiej. Homer szukał przez wiele tygodni ciała Saszy, ale nie był w stanie jej odnaleźć. Jej los pozostaje nieznany.